# Erschwil
Erschwil (toponimo tedesco) è un comune svizzero di 903 abitanti del Canton Soletta, nel distretto di Thierstein.